# Martín Pose

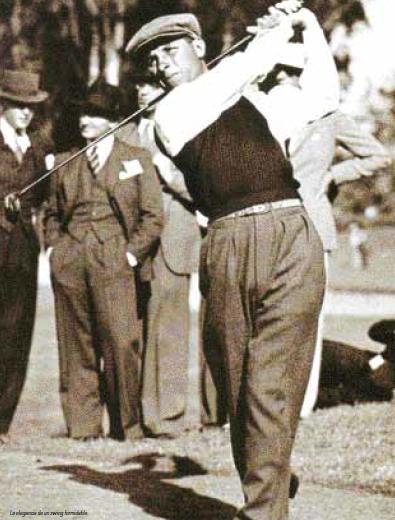
La elegancia de un swing formidable.

Martín Pose (Mar del Plata, 13 de febrero de 1911 - San Antonio de Padua, 12 de mayo de 1997), fue un golfista argentino.
Pose comenzó su carrera profesional en 1930. Pertenecía a una familia de golfistas; sus tíos Pedro y Marcos Churio fueron destacados jugadores de los años veinte y treinta. Jorge Soto fue su sobrino.
Pose fue ganador del Campeonato Argentino de Profesionales, del Abierto de la República, del Centro, del Sur, del Litoral, de Brasil, de Uruguay y de Francia.
Además, fue invitado a participar en el torneo Goodall Round Robin, en EE. UU., lo cual significó su admisión en la más alta esfera norteamericana.  Obtuvo reconocimientos como Grandes Premios de San Isidro, Swift de La Plata, Llao Llao, del Sur y Masllorens Argentino, entre otros.
Compitió en Europa en 1939 y 1956; y en el PGA Tour en 1940 y 1948. Su mejor resultado en el PGA fue el 9.º lugar en el Bing Crosby Pro en 1948. En 1939, finalizó 8.º en el Abierto Británico.

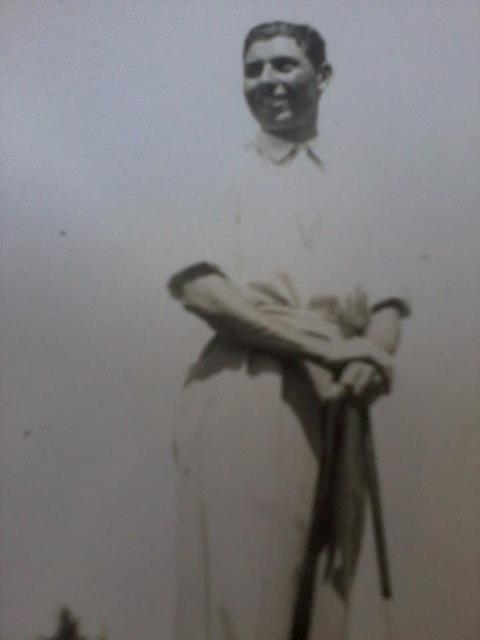
Martín Pose (Golfista)

En 1940, con Enrique Bertolino, Pose fue el primer jugador argentino en competir en el Torneo de Maestros. También jugó el U.S. Open de ese mismo año. En 1936 ganó un torneo de exhibición contra Johnny Revolta en Buenos Aires.
Profesor en el Jockey Club de San Isidro y en Ituzaingo Golf Club, Pose recibió un homenaje del Jockey Club al retirarse de esa institución, y una distinción a su trayectoria y calidad humana del Ituzaingo Golf Club. Fue Diploma de Mérito en los Premios Konex de 1980.

## Torneos
-	Campeonato Argentino de Profesionales
•	1936
•	1942
•	1954
•	1955
-	Abierto de la República Argentina
•	1933 
•	1939 
•	1950
-	Abierto del Centro
•	1933 
•	1939 (los 276 golpes que empleó constituyeron una plusmarca para esa competencia, superado recién 49 años después por Eduardo Romero con 274 golpes)
•	1944 
•	1946 
•	1947 
•	1950 
•	1954 
•	1956
-	Abierto del Sur
•	1934 
•	1935 
•	1938 (el score de 270 golpes, 10 bajo el par, fue récord de la competencia por 35 años)
•	1940 
•	1949
-	Abierto del Litoral
•	1937 
•	1940 
•	1945 
•	1952
-	Otros torneos en Argentina
•	1931: Ituzaingo Grand Prix 
•	1947: Swift Grand Prix
•	1955: Juan Dentone Cup
-	Abierto de Brasil
•	1945
-	Abierto de Uruguay
•	1954
-	Abierto de Francia
•	1939 (primer campeonato conseguido en el exterior por un golfista profesional argentino)